# NGC 6870
NGC 6870 is een spiraalvormig sterrenstelsel in het sterrenbeeld Telescoop. Het hemelobject werd op 7 juli 1834 ontdekt door de Britse astronoom John Herschel.

## Synoniemen
- ESO 233-41
- AM 2006-483
- IRAS 20065-4826
- PGC 64197